# خسوف القمر فبراير 2017
خسوف شبه الظل حدث يوم 11 فبراير 2017، وهو الخسوف الأول بين إثنين أخرى حصلت في ذلك العام، تزامن حدوثه في اليوم نفسه الذي وصل فيه مذنب 45P/هوندا-مركوس-باجدوساكوفا [الإنجليزية] أقرب نقطة له من الأرض على مسافة (0.08318 و.ف).

## المشاهدة
تمت مشاهدة الخسوف جزئيًا عند صعود القمر في اغلب الأمريكيتين وشوهد بالكامل في شرق كندا والبرازيل وفنزويلا بالإضافة إلى كامل أفريقيا وأوروبا والشرق الأوسط، بينما شوهد عند نزول القمر في أغلب آسيا ولم يشاهد في اليابان وأستراليا، استمر الخسوف 259 دقيقة (4 ساعة و19 دقيقة) غطت خلالها عتمة شبه الظل على 98.8% من قرص القمر تقريبًا، بدأ القمر دخول منطقة شبه ظل الأرض عند الساعة 22:34 (ت ع م) من ليلة 10 فبراير، ووصل ذروته عند 00:43 (ت ع م) وخرج كليًا في 02:53 (ت ع م).
هذا الخسوف جزء من دورة الساروس رقم 144.
| مناطق رؤية الخسوف |

## معرض الصور

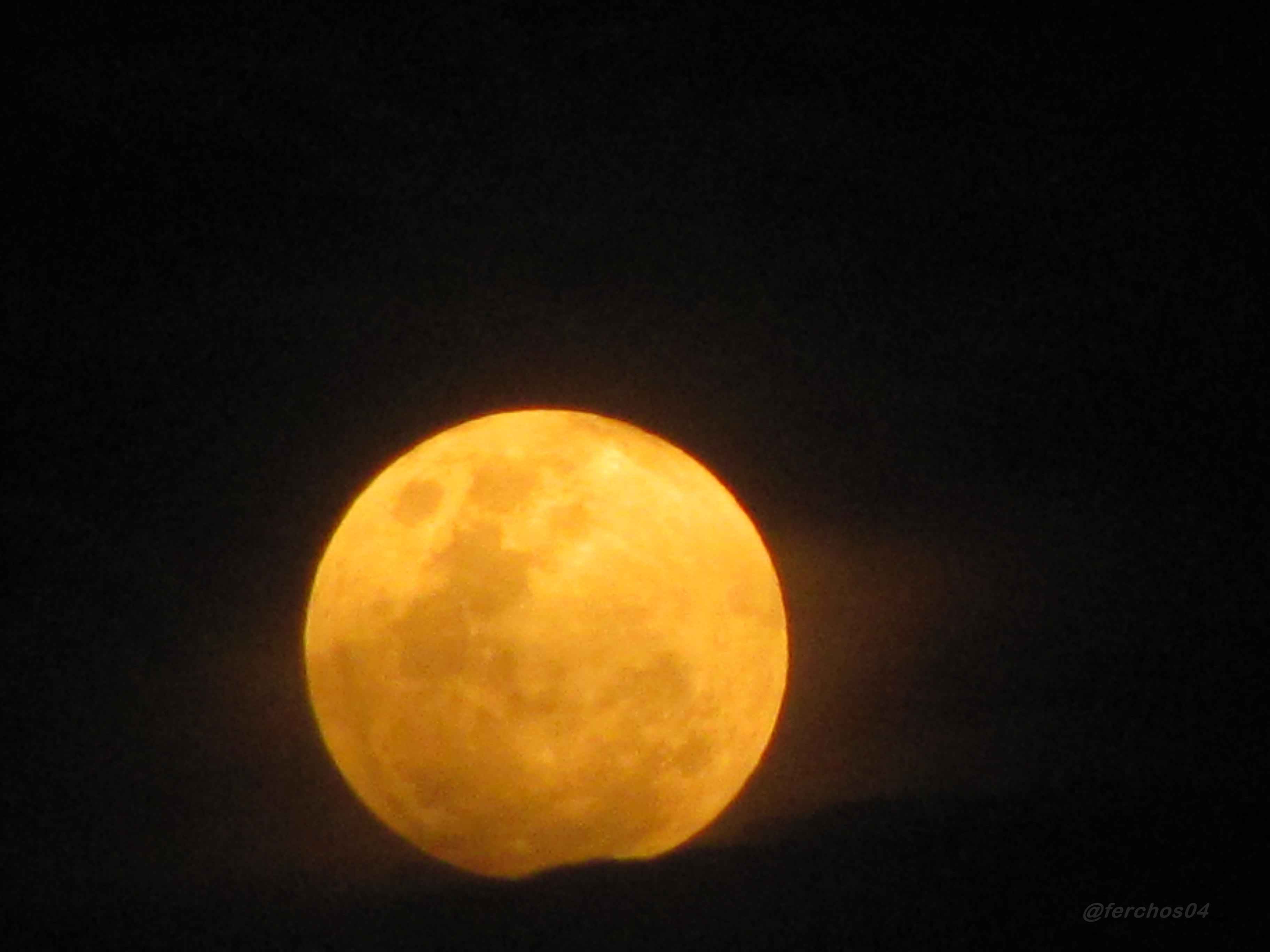
بوبايان،كولومبيا الساعة 23:43 (ت ع م)
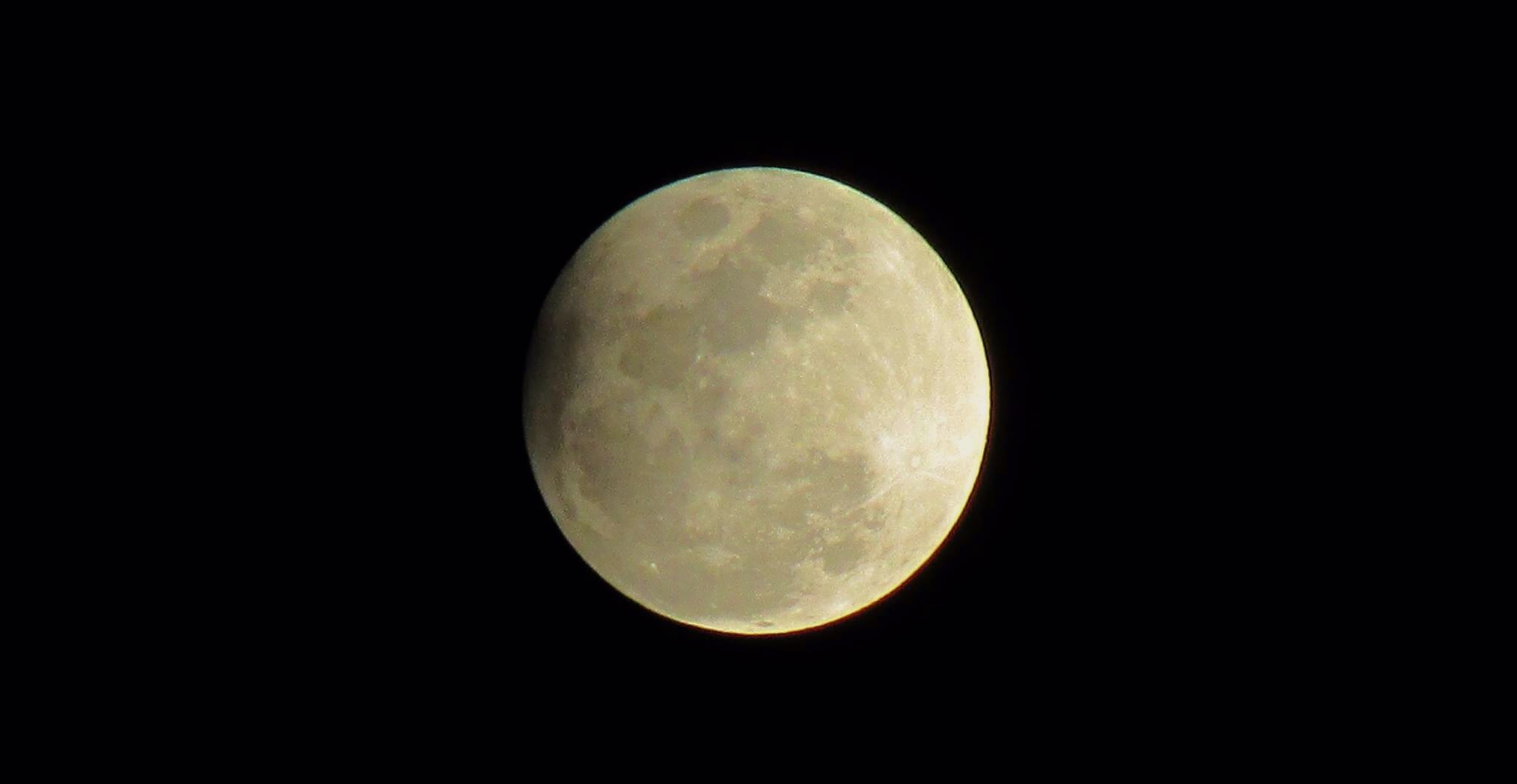
كيسيمي، فلوريدا الساعة 00:00 (ت ع م)
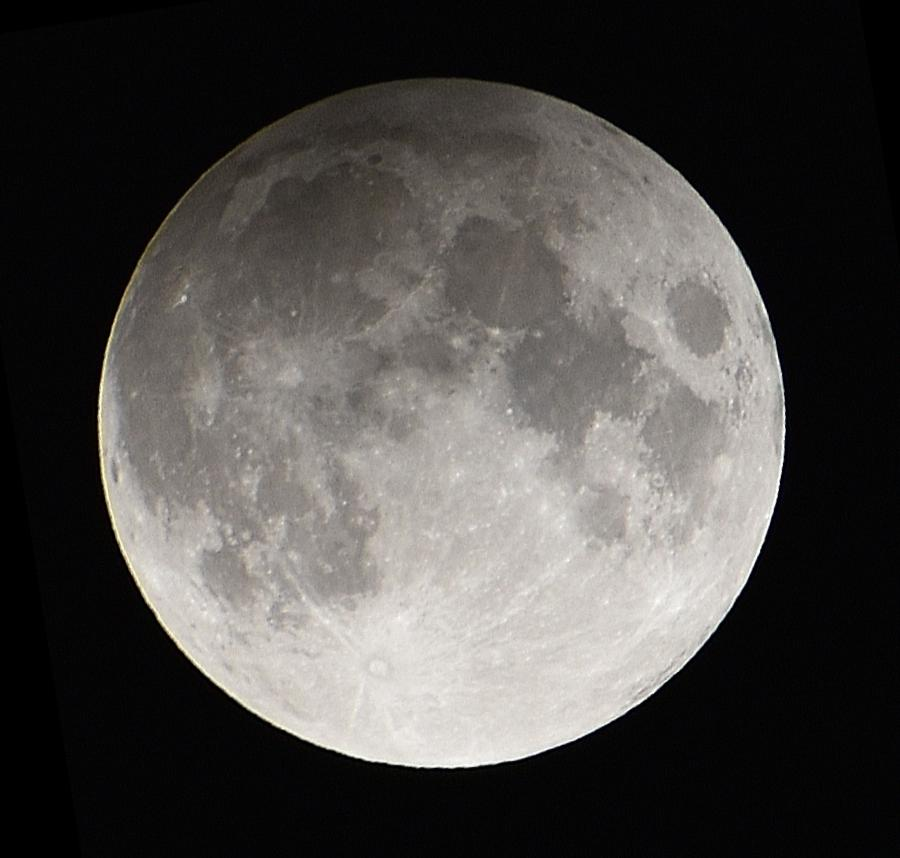
تامبا، فلوريدا الساعة 00:11 (ت ع م)
ملبورن، فلوريدا.
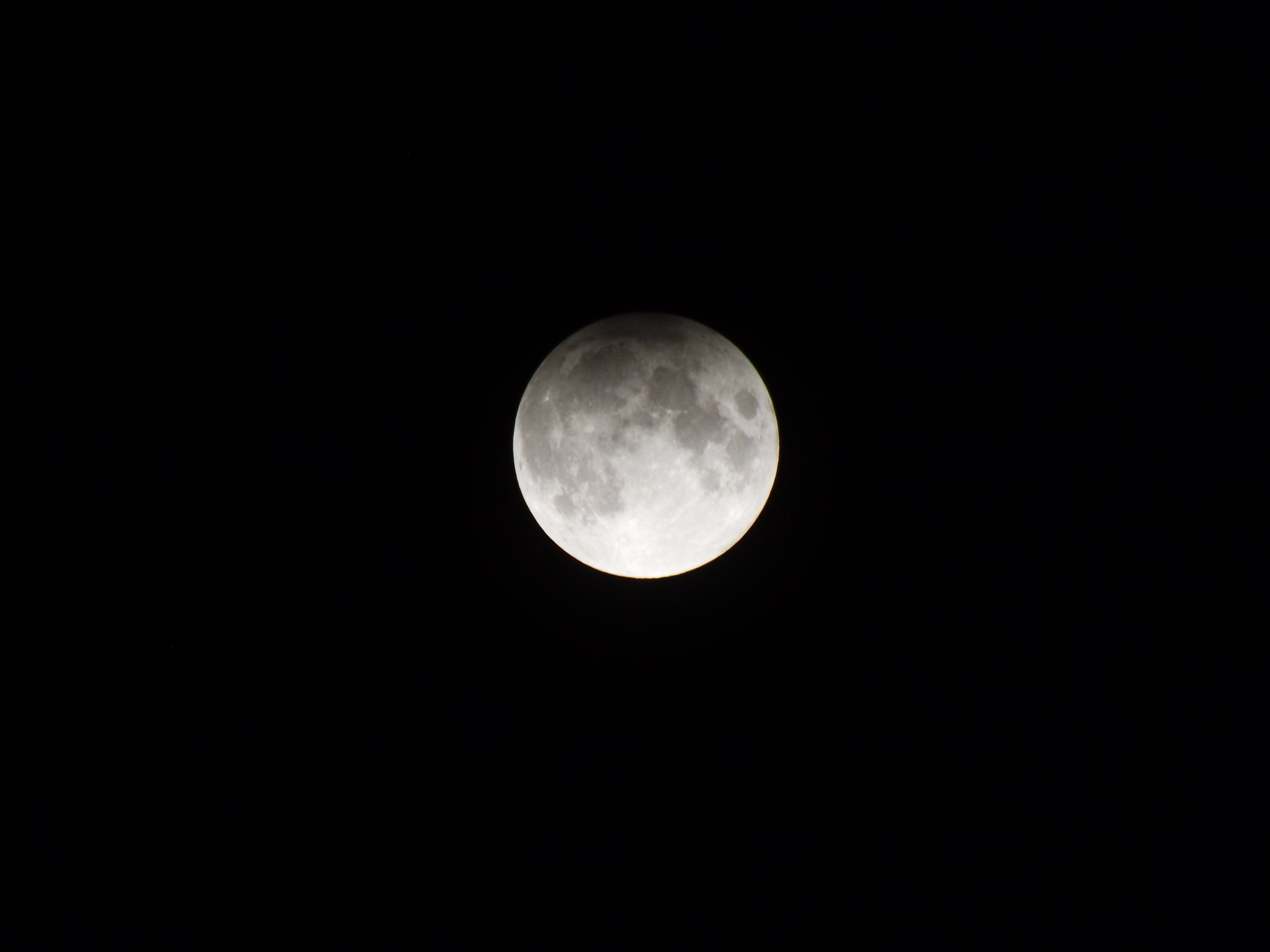
روما، إيطاليا الساعة 00:29 (ت ع م)
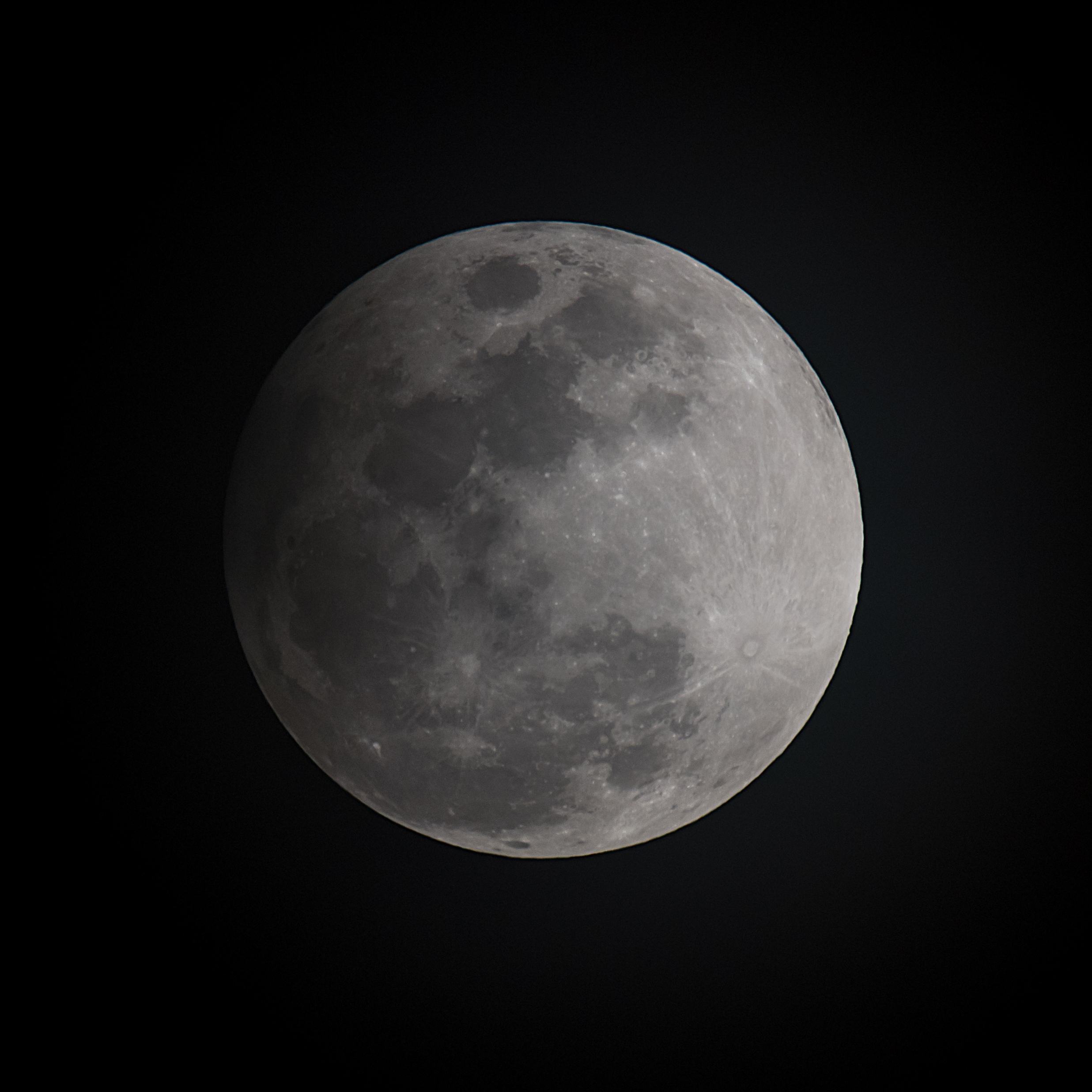
ماكون، جورجيا الساعة 00:38 (ت ع م)
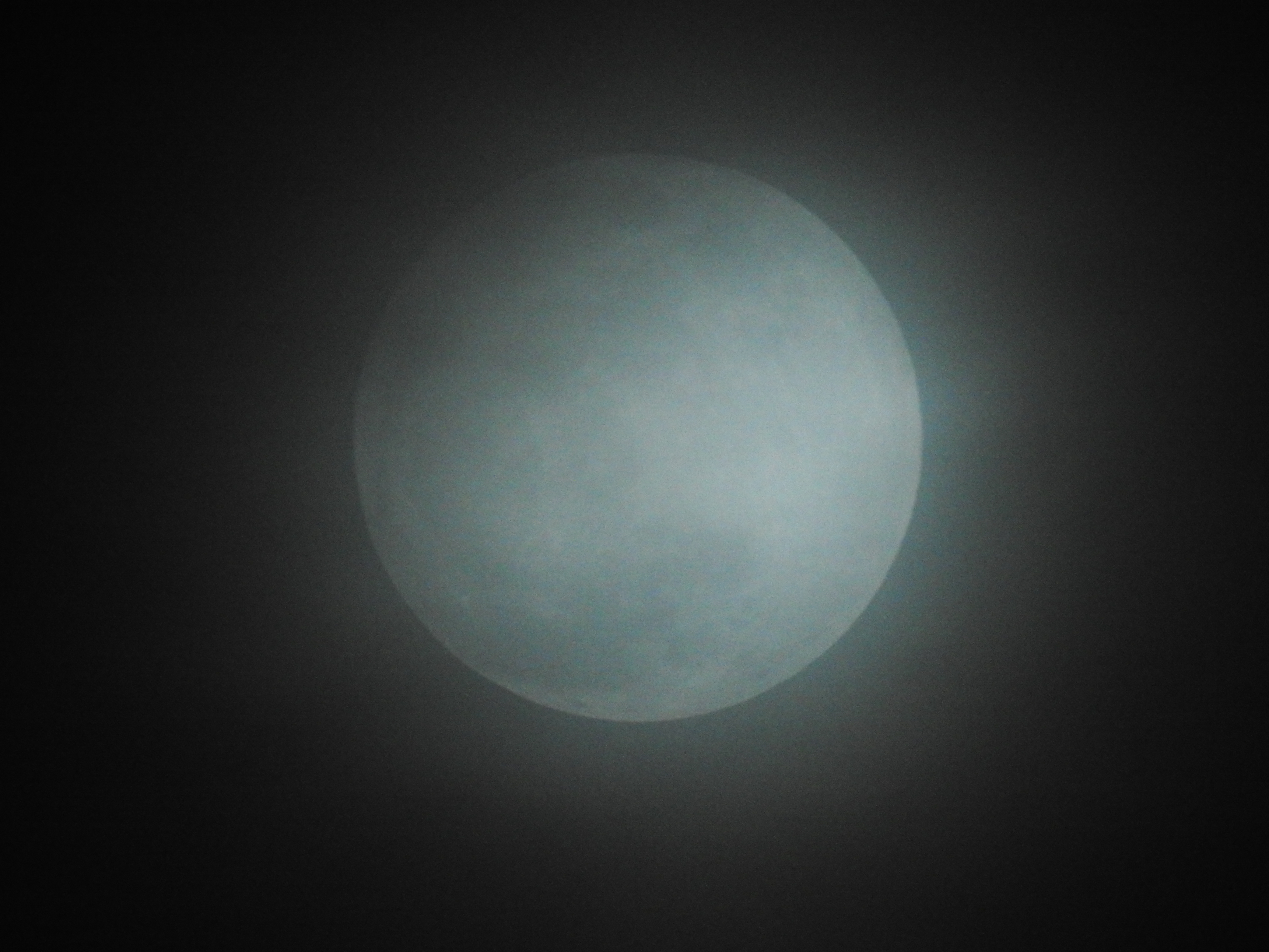
نابرفيل، إلينوي من 01:23 (ت ع م)

## طالع أيضًا
- قائمة خسوفات القمر في القرن 21
- قائمة خسوفات القمر في القرن 20
- خسوف القمر يونيو 2020
- خسوف القمر يوليو 2020
- خسوف القمر يناير 2020
- خسوف

## روابط خارجية
- تفاصيل الخسوف
- مخطط خسوف 11 فبراير 2017، ناسا.